# Campionato austriaco di hockey su pista 2003
Il Campionato Austriaco 2003 è stata la 12ª edizione dell'omonimo torneo riservato alle squadre di hockey su pista austriache. Il titolo è stato conquistato dal Dornbirn per la terza volta nella sua storia.

## Squadre partecipanti
| Club      | Stagione | Città     | Impianto            | Stagione precedente                             |
| --------- | -------- | --------- | ------------------- | ----------------------------------------------- |
| Dornbirn  | dettagli | Dornbirn  | Stadthalle Dornbirn | 1º nel campionato austriaco, campione d'Austria |
| Feldkirch | dettagli | Feldkirch |                     | 4º nel campionato austriaco                     |
| Villach   | dettagli | Villach   | Ballspielhalle Lind | 3º nel campionato austriaco                     |
| Wolfurt   | dettagli | Wolfurt   | HockeyArena Wolfurt | 2º nel campionato austriaco                     |

## Classifica finale
|                    | Pos. | Squadra   | Pt | G | V | N | P | GF | GS | DR  |
| ------------------ | ---- | --------- | -- | - | - | - | - | -- | -- | --- |
| Austria (bandiera) | 1.   | Dornbirn  | 15 | 6 | 5 | 0 | 1 | 44 | 20 | +24 |
|                    | 2.   | Wolfurt   | 15 | 6 | 5 | 0 | 1 | 34 | 18 | +16 |
|                    | 3.   | Villach   | 6  | 6 | 2 | 0 | 4 | 15 | 32 | -17 |
|                    | 4.   | Feldkirch | 0  | 6 | 0 | 0 | 6 | 7  | 30 | -23 |

Legenda:
      Campione d'Austria e ammessa alla CERH Champions League 2003-2004.
Note:
Tre punti a vittoria, uno a pareggio, zero a sconfitta.
Il Dornbirn rinuncia a partecipare alla CERH Champions League 2003-2004.

## Verdetti
| Verdetto                        | Club                 |
| ------------------------------- | -------------------- |
| Campione d'Austria 2003         | Dornbirn (3º titolo) |
| CERH Champions League 2003-2004 | Dornbirn             |